# Laouto

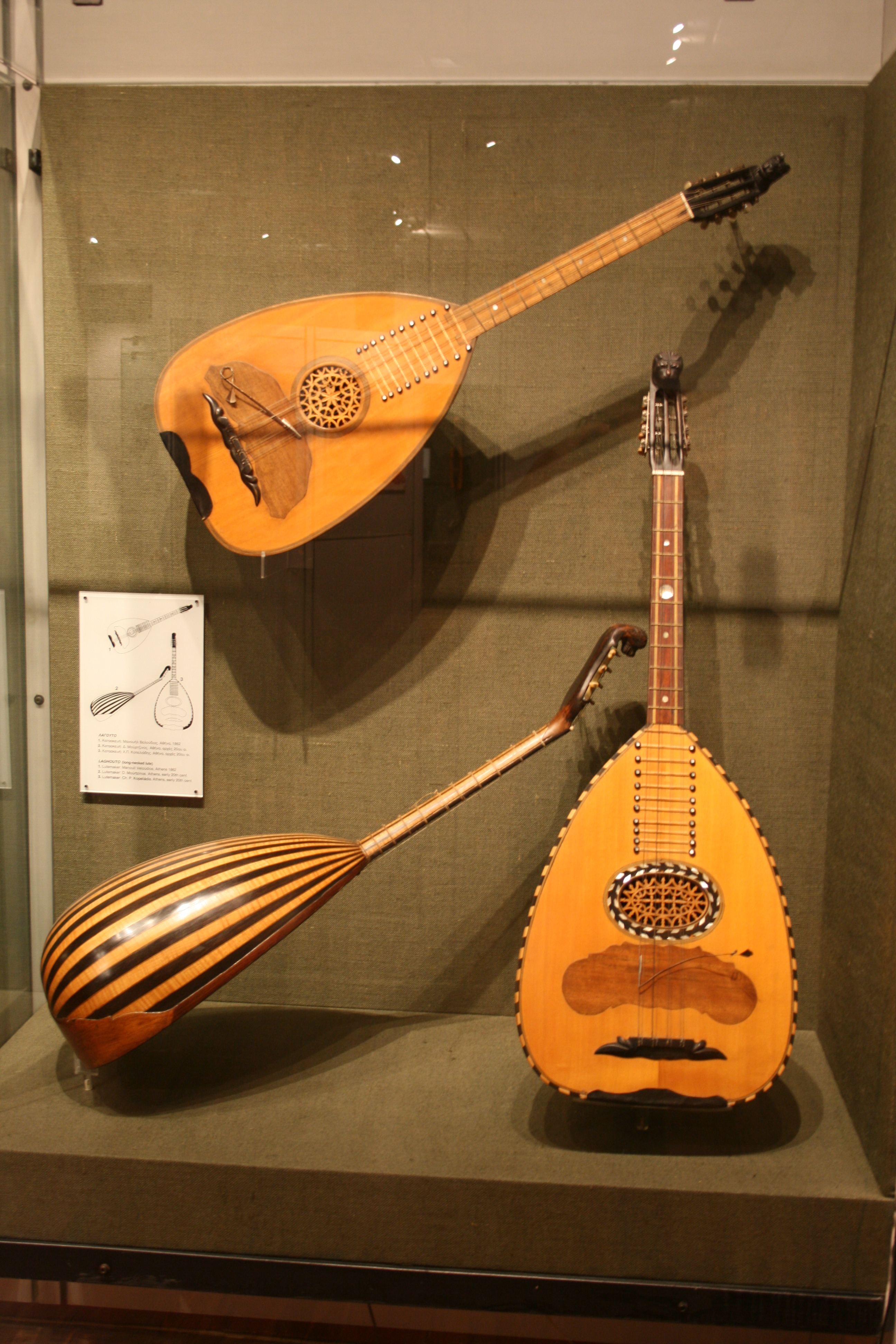
Três diferentes laouta continentais, de fins do século XIX e início do XX, expostos no Museu de Instrumentos Populares, em Atenas.

Laouto (em grego λαούτο, transl. laúto, "alaúde"), é um instrumento de cordas típico grego, pertencente à vasta família dos alaúdes. Acredita-se que o seu braço longo seja resultado de uma fusão de elementos do ud e do tambouras.
Existem, hoje em dia, três tipos de laouto:
- o laouto sterianó (continental) e nisiótiko (insular), na essência o mesmo instrumento, com afinação em quintas DO-do SOL-sol RE-re la-la (sendo o par la-la o mais agudo);
- o laouto cretense, também afinado em quintas, porém sensivelmente maior e uma quarta mais grave, SOL-sol RE-re LA-la mi-mi;
- o laouto politiko (de Constantinopla), ou lavta, bastante diferente desses dois, apresentando sete cordas em afinação LA RE-re la-la re-re.

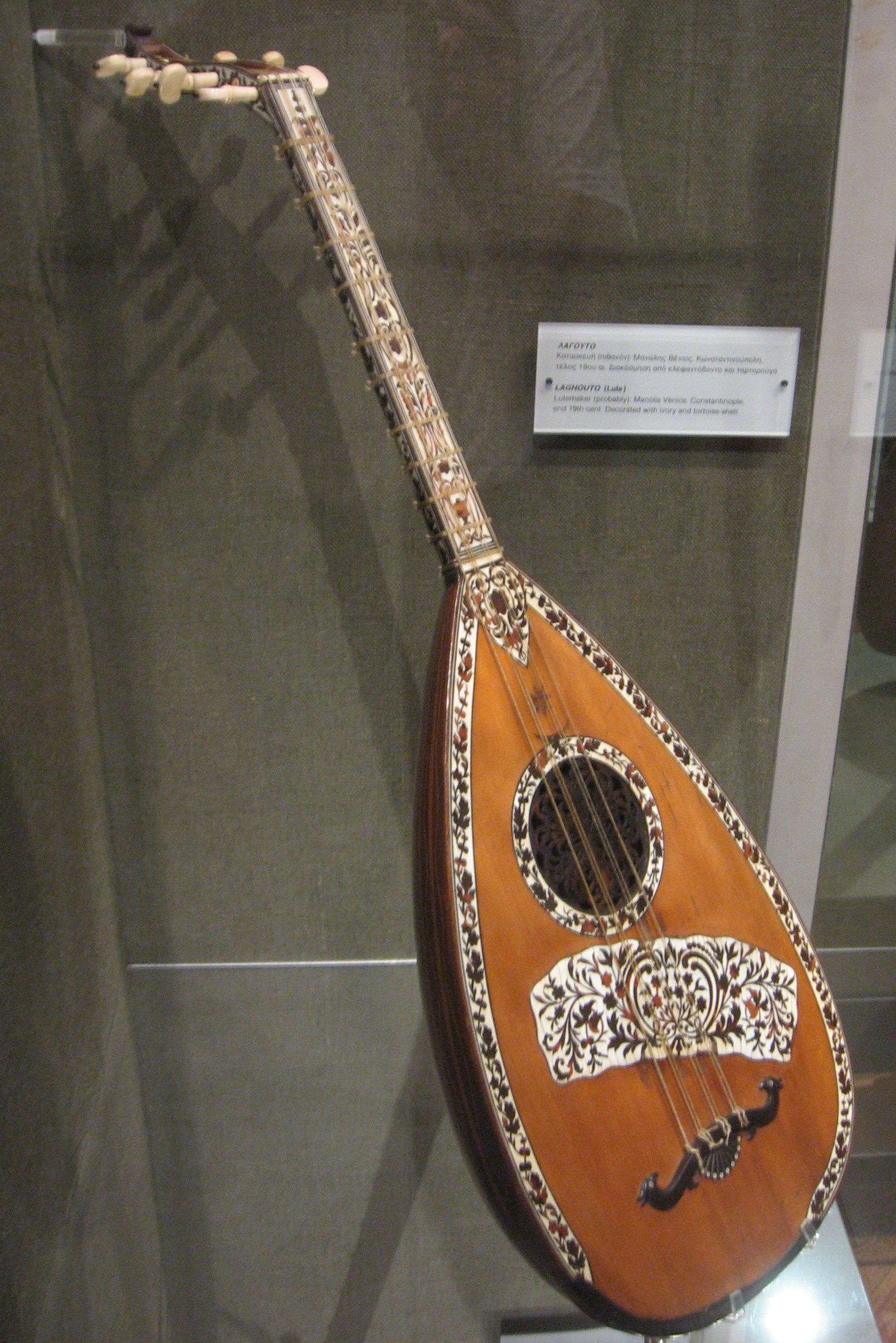
Lavta ou Laouto de Constantinopla, do final do século XIX, exposto no Museu de Instrumentos Populares em Atenas.

O laouto politiko é, na verdade, uma variante do ud, mas que apresenta o braço mais longo e trastes móveis com intervalos menores do que o semitom, e suas cordas são de nylon (antigamente eram de tripa, como todos os instrumentos antigos). Os laouta (pl. de laouto) de Creta e o sterianó-nisiótiko apresentam a escala temperada, e têm cordas de aço, sendo, na verdade, os dois tipos mais usados na tradição musical grega.
Na música de Creta o laouto pode servir tanto para acompanhar outros instrumentos, principalmente a lira, quanto para o solo. O laouto sterianó e o nisiótiko, na música tradicional da Grécia continental e das ilhas gregas, é normalmente utilizado apenas para acompanhar instrumentos de solo, principalmente o violino e o clarinete. Em tempos mais antigos, o laouto era amplamente utilizado também para o solo, e nas últimas décadas alguns laoutistas têm-se esforçado por elevar o laouto sterianó à categoria de instrumento de solo. O maior laoutista contemporâneo é Christos Zοtos (Χρήστος Ζώτος).